# اشکال جدید
«اشکال جدید» (به انگلیسی: New Shapes) یک ترانه توسط خواننده و ترانه‌سرای انگلیسی چارلی ایکس‌سی‌ایکس با همراهی خواننده فرانسوی کریستین اند د کوئینز و خواننده آمریکایی کارولین پولاچک می‌باشد. این ترانه در ۴ نوامبر سال ۲۰۲۱ به عنوان دومین تک‌آهنگ از پنجمین آلبوم استودیویی آینده چارلی ایکس‌سی‌ایکس، تصادف (۲۰۲۲) منتشر شد. این ترانه به عنوان یک آهنگ با الهام از دهه ۸۰ میلادی با ژانرهای پاپ و سینث-پاپ توصیف شده‌است.

## موزیک ویدئو
موزیک ویدئو این ترانه توسط ایموجن استروس، لوک اورلاندو و ترنس اوکانر کارگردانی شد و در تاریخ ۱۲ نوامبر سال ۲۰۲۱ منتشر شد. موزیک ویدئو با شرکت کردن چارلی ایکس‌سی‌ایکس، کارولین پولاچک و کریستین اند د کوئینز در یک چت خیالی تلویزیونی بهشتی به میزبانی بنیتو اسکینر قبل از اینکه ترانه را بر روی صحنه اجرا کنند شروع می‌شود. این موزیک ویدئو سکسیست، برنامه‌های گفتگوی شبانه‌ای که شب‌های آخر شب را به نمایش می‌گذارند را تقلید می‌کند.

## فهرست ترانه‌ها
دانلود دیجیتالی و استریمینگ
1. «اشکال جدید» – ۳:۲۰

استریمینگ – آهنگ‌های جایزه
1. «اشکال جدید» – ۳:۲۰
2. «آدم خوبا» –۲:۱۶

## چارت‌ها
| چارت (۲۰۲۱)                       | اوج موقعیت |
| --------------------------------- | ---------- |
| ایرلند (آی‌آرام‌ای)                 | ۹۰         |
| تک‌آهنگ‌های داغ نیوزیلند (آرام‌ان‌زد) | ۳۹         |

## تاریخ انتشار
| ناحیه | تاریخ         | فرمت                     | لیبل                | Ref.  |
| ----- | ------------- | ------------------------ | ------------------- | ----- |
| مختلف | ۴ نوامبر ۲۰۲۱ | دانلود دیجیتال استریمینگ | اسایلم وارنر انگلیس | [ ۵ ] |